# Universitatea Agrară de Stat din Moldova

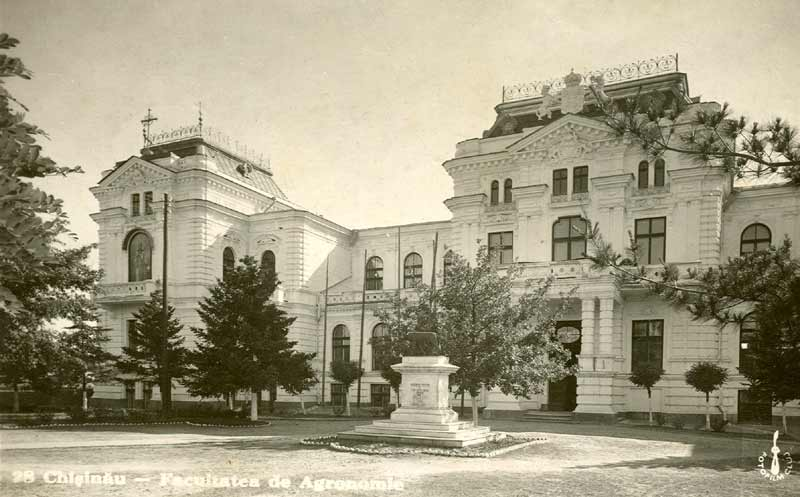
Palatul Sfatul Țării - primul sediu al Universității în anii 1930

Universitatea Agrară de Stat din Moldova (acronim: UASM) este o fostă universitate publică din Chișinău, fondată în anul 1933. Din 1 ianuarie 2023 a intrat juridic în componența Universității Tehnice din Moldova.

## Istoric
Unica instituție de învățământ agronomic universitar din Republica Moldova a debutat la 9 aprilie 1933 prin promulgarea de către MS Regele Carol al II-lea a Legii despre transformarea Secției de Științe Agricole a Universității din Iași]] în Facultatea de Științe Agricole cu sediul la Chișinău.
În 1938 Facultatea de Științe Agricole își schimbă denumirea în Facultatea de Agronomie și împreună cu alte două facultăți formează Politehnica „Gh. Asachi” din Iași, sediul facultății rămânând în continuare la Chișinău.
În august 1940 prin Hotărârea Sovietului Comisarilor Poporului al URSS, Facultatea de Agronomie este reorganizată în Institutul Agricol din Chișinău.
În noiembrie 1991 prin Hotărîrea Guvernului Republicii Moldova, Institutul Agricol „M. Frunze” din Chișinău este trecut din jurisdicția URSS în jurisdicția Republicii Moldova și reorganizat în Universitatea Agrară de Stat din Moldova.

## Facultăți

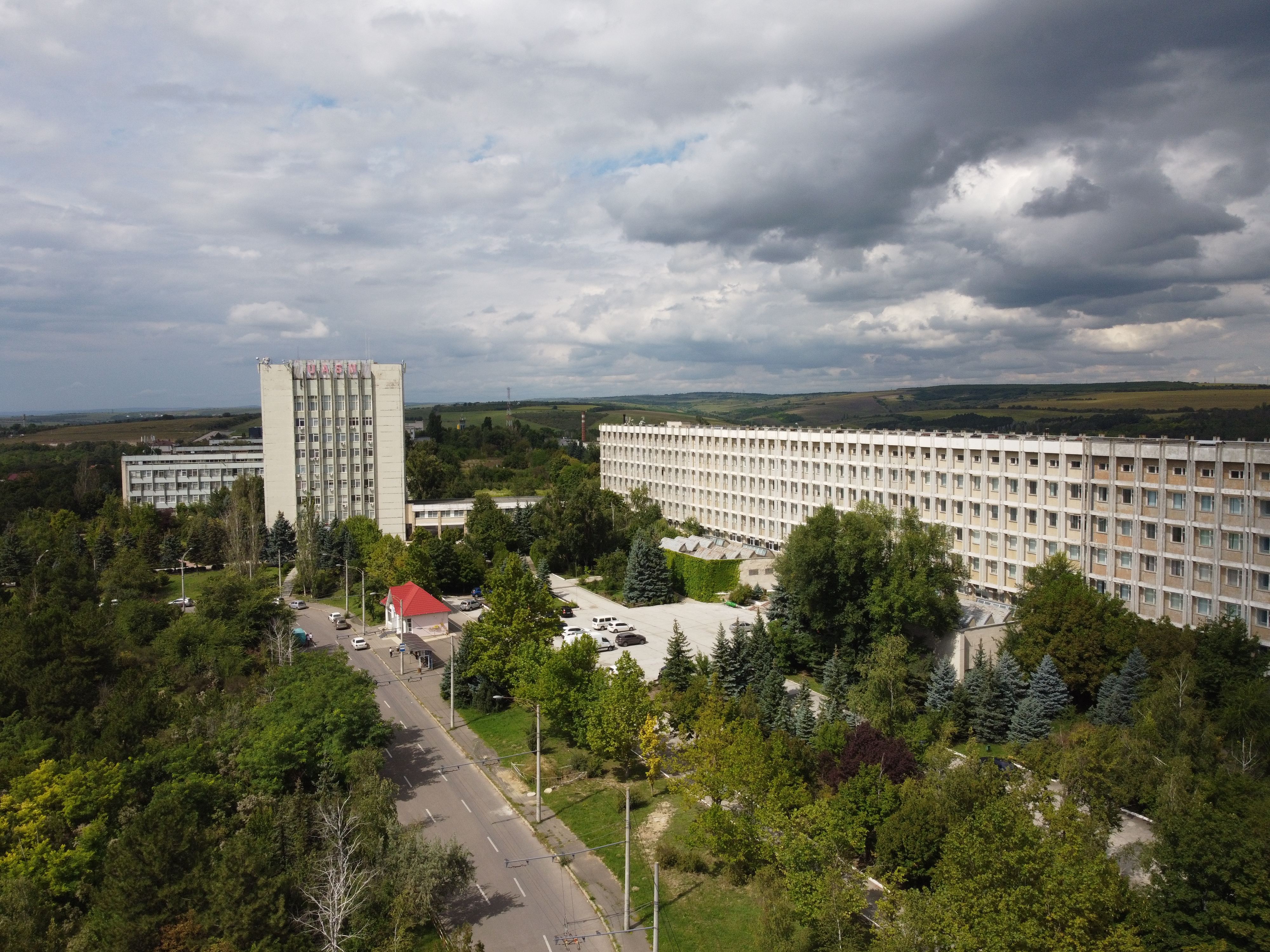
Campusul universității

În prezent, Universitatea Agrară de Stat din Moldova pune la dispoziția celor interesați posibilități de dezvoltare profesională în diferite domenii, în cadrul a 6 facultăți:
- Agronomie Arhivat în 11 iunie 2022, la Wayback Machine.
- Horticultură Arhivat în 11 iunie 2022, la Wayback Machine.
- Economie Arhivat în 11 iunie 2022, la Wayback Machine.
- Medicină Veterinară Arhivat în 11 iunie 2022, la Wayback Machine.
- Inginerie Agrară și Transport Auto Arhivat în 11 iunie 2022, la Wayback Machine.
- Cadastru și Drept Arhivat în 11 iunie 2022, la Wayback Machine.

## Conducătorii UASM
| nr | Nume (info)                                                                  | Început–Sfârșit      |
| -- | ---------------------------------------------------------------------------- | -------------------- |
| 1  | Haralamb Vasiliu primul decan al Facultății de Științe Agricole din Chișinău | 1933–1936; 1938–1940 |
| 2  | Agricola Cardaș decan al Facultății de Agronomie din Chișinău                | 1936–1938            |
| 3  | P. Gherasimovici director al Institutului Agricol din Chișinău               | 1945–1949            |
| 4  | P. Kurceatov director al Institutului Agricol din Chișinău                   | 1949–1950            |
| 5  | Mihail Sidorov rector al Institutului Agricol din Chișinău                   | 1950–1962            |
| 6  | Gherasim Rudi rector al Institutului Agricol din Chișinău                    | 1962–1982            |
| 7  | Valentin Ungureanu rector al Institutului Agricol din Chișinău               | 1982–1994            |
| 8  | Gheorghe Cimpoieș rector al Universității Agrare de Stat din Moldova         | 1994–2017            |
| 9  | Liviu Volconovici rector al Universității Agrare de Stat din Moldova         | 2017–2021            |
| 10 | Veronica Prisăcaru rector al Universității Agrare de Stat din Moldova        | 2022                 |

## Absolvenți de seamă

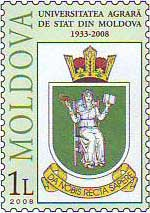
[https://filatelia.md/ro/node/814 Universitatea Agrară de Stat din Moldova - 75 de ani de la fondare

- Mircea Snegur, primul președinte al Republicii Moldova.
- Igor Dodon, al cincilea președinte al Republicii Moldova.
- Andrei Sangheli, prim-ministrul Republicii Moldova în perioada 1992-1997.
- Avigdor Lieberman, fostul ministru de externe al Israelului.

## Legături externe
- Site web oficial